# ای‌اس-۸۱۱۲
ای‌اس-۸۱۱۲ (به انگلیسی: AS-8112) با فرمول شیمیایی C۱۷H۲۷BrN۴O۲ یک ترکیب شیمیایی با شناسه پاب‌کم ۱۰۹۹۳۰۱۴ است. که جرم مولی آن ۳۹۹٫۳۲۵ g/mol می‌باشد. 